# Praia da Lançada
A praia da Lançada é um dos areais galegos mais conhecidos. Está situada no tramo de costa entre o concelho de Sanxenxo e O Grove.
É uma praia aberta com mais de 2,5 km de comprimento. É a quarta praia mais longa da Galiza. Tem concedida a bandeira azul e dispõe de multitude de serviços, tais como acesso a minusválidos, vigilância, posto da Cruz Vermelha, duchas, telefones públicos, passarelas, hamacas, …
Localmente dão-se nomes aos seus tramos. A partir da ponta da Lançada está Area Gorda; a continuação do ilhote do Outeirinho ou ponta de Lapa chama-se a praia de Lapa e por último está a praia da Lançada propriamente dita.
Nas proximidades encontram-se a Torre da Lançada, o Castro da Lançada e a ermida de Santa Maria da Lançada.